# Apotamkin
O Apotamkin é um "vampiro", como criatura da mitologia dos nativos americanos. Uma interpretação de Apotamkin é a de que é um mito usado para instalar o medo em crianças para não se aventurarem sozinhas, sem orientação de seus pais. 
O Apotamkin às vezes é considerado uma versão nativa americana de um vampiro. Não há diferentes tipos de Apotamkin ao redor do mundo.